# Freescale Semiconductor
Freescale Semiconductor este o companie americană producătoare de semiconductori cu sediul în Austin, Texas.
Compania produce microprocesoare, microcontrolere și procesoare de semnal digital.
Firma a fost înființată în aprilie 2004, prin desprinderea diviziei de semiconductoare din compania Motorola.
În septembrie 2006, compania a fost preluată de către un grup de firme de investiții condus de Blackstone Group, pentru suma de 17,6 miliarde de dolari (13,8 miliarde de euro).
Cifra de afaceri în 2005: 5,8 miliarde dolari.

## Freescale în România
Compania este prezentă și în România, unde și-a început activitatea în iunie 2000 sub denumirea de Centrul de Dezvoltare Software Motorola, ca parte a Sectorului de Produse Semiconductoare Motorola.
Număr de angajați:
- 2006: 200[4]
- 2008: 260[2]

## Zborul 370 al Malaysia Airlines
La 8 martie 2014, Freescale a anunțat că douăzeci dintre angajații săi au fost pasageri ai Zborului 370 al Malaysia Airlines dispărut de pe radare.